# Bryce Dallas Howard
Bryce Dallas Howard (sinh ngày 2 tháng 3 năm 1981) là một nữ diễn viên và nhà làm phim người Mỹ. Cô là con gái lớn của nam diễn viên kiêm nhà làm phim Ron Howard. Sinh ra ở Los Angeles, Howard theo học Trường Nghệ thuật Tisch của Đại học New York , ban đầu rời vào năm 1999 để tham gia các vai diễn trên sân khấu Broadway, nhưng chính thức tốt nghiệp vào năm 2020. Trong khi đóng vai Rosalind trong bộ phim As You Like It năm 2003, Howard bắt gặp sự chú ý của đạo diễn M. Night Shyamalan, người đã chọn cô trong bộ phim kinh dị tâm lý The Village (2004) vào vai cô con gái mù của một tù trưởng địa phương. Sau đó, cô đóng vai chính trong bộ phim kinh dị giả tưởng của Shyamalan Lady in the Water (2006), vào vai một chú nai sừng tấm thoát ra khỏi thế giới tưởng tượng.
Diễn xuất của Howard trong As You Like It (2006) của Kenneth Branagh đã mang về cho cô một đề cử Giải Quả cầu vàng, và sau đó cô xuất hiện với vai Gwen Stacy trong bộ phim siêu anh hùng Spider-Man 3 (2007) của Sam Raimi. Cô tiếp tục xuất hiện với vai Kate Connor trong bộ phim hành động Terminator Salvation (2009) và Victoria trong bộ phim giả tưởng The Twilight Saga: Eclipse (2010), cả hai đều thành công về mặt thương mại nhưng nhận được nhiều đánh giá trái chiều từ các nhà phê bình. Cô được ca ngợi vì đóng vai bạn gái "thời tiết đẹp" trong bộ phim hài kịch 50/50 (2011) và một xã hội phân biệt chủng tộc trong bộ phim truyền hình cổ trang The Help (2011), giành được Giải thưởng của Nghiệp đoàn Diễn viên Màn ảnh cho phần sau.
Howard đã được công nhận rộng rãi hơn khi đóng vai Claire Dearing trong bộ phim phiêu lưu Jurassic World (2015) và các phần tiếp theo của nó là Jurassic World: Fallen Kingdom (2018) và Jurassic World: Dominion (2022), hai bộ phim đầu tiên được xếp hạng là những bộ phim thành công nhất về mặt thương mại của cô. Cô cũng đóng vai một nhân viên kiểm lâm trong phim phiêu lưu Pete's Dragon (2016) và Sheila Dwight trong phim tiểu sử Rocketman (2019). Các dự án đạo diễn của cô bao gồm một phân đoạn của bộ phim truyền hình Call Me Crazy: A Five Film (2013), phim tài liệu Dads (2019) và các tập của loạt phim giả tưởng không gian Disney+ The Mandalorian (2019 - 2020) cũng như The Book of Boba Fett (2022). Cô đã kết hôn với nam diễn viên Seth Gabel, người mà cô có hai con.

## Sự nghiệp

### 2002 - 2006: Những vai diễn ban đầu và thành công trong phim
Trong vài năm, Howard xuất hiện trong các vở kịch của thành phố New York. Các tiết mục của cô bao gồm House & Garden, vở kịch do Alan Ayckbourn sản xuất năm 2002 được tổ chức tại Câu lạc bộ Nhà hát Manhattan, và Tartuffe, một vở hài kịch sân khấu được dàn dựng tại Nhà hát American Airlines. Năm 2003, Howard thể hiện vai Rosalind trong vở hài kịch As You Like It của William Shakespeare tại Nhà hát Công cộng , nơi cô lọt vào mắt xanh của đạo diễn M. Night Shyamalan. Howard sau đó đã được chọn vào bộ phim kinh dị giả tưởng The Village của Shyamalan (2004) hai tuần sau đó mà không cần phải thử vai.  Cô đóng vai nữ chính, Ivy, con gái mù của tù trưởng, mối tình ngang trái Joaquin Phoenix. Bộ phim thành công về mặt thương mại nhưng vấp phải nhiều ý kiến trái chiều. Màn trình diễn của cô được các nhà phê bình ca ngợi và Howard đã được đề cử cho một số giải thưởng. Howard sau đó được Lars von Trier chọn để thay thế Nicole Kidman trong Manderlay, phần tiếp theo năm 2005 của Dogville (2003). Cô ấy đã thể hiện lại vai diễn của Kidman trong vai Grace Mulligan, một người phụ nữ lý tưởng sống tại một đồn điền ở vùng nông thôn Alabama và sau đó cố gắng hỗ trợ cuộc nổi dậy chống lại các chủ nô lệ .  Bộ phim nhận được nhiều ý kiến trái chiều.
Howard tái hợp với Shyamalan trong Lady in the Water (2006), một bộ phim truyền hình giả tưởng, nơi cô đóng vai Story, một sinh vật giống nai tơ trong câu chuyện trước khi đi ngủ, cùng với Paul Giamatti, một giám đốc tòa nhà Philadelphia, người phát hiện ra nhân vật của cô trong một hồ bơi. Phim hoạt động kém hiệu quả tại phòng vé, thiếu ngân sách và bị các nhà phê bình chỉ trích. Howard một lần nữa đóng vai Rosalind trong bộ phim chuyển thể năm 2006 của Kenneth Branagh từ As You Like It của Shakespeare. Nó đã được phát hành rạp ở châu Âu trước khi công chiếu trên HBO ở hợp chủng quốc Hoa Kỳ. Bộ phim bị truyền thông Anh đón nhận tiêu cực, trong khi báo chí Mỹ đưa tin tích cực. Howard được đề cử Giải Quả cầu vàng cho Nữ diễn viên chính xuất sắc nhất - Phim ngắn hoặc Phim truyền hình tại Lễ trao giải Quả cầu vàng lần thứ 65 cho vai diễn của cô.  Năm đó, cô viết và đạo diễn một bộ phim ngắn, Orchids, nằm trong loạt phim "Reel Moments" của tạp chí Glamour do Cartier và FilmAid International tài trợ.

### 2007 - 2014: Nổi lên và được giới phê bình hoan nghênh

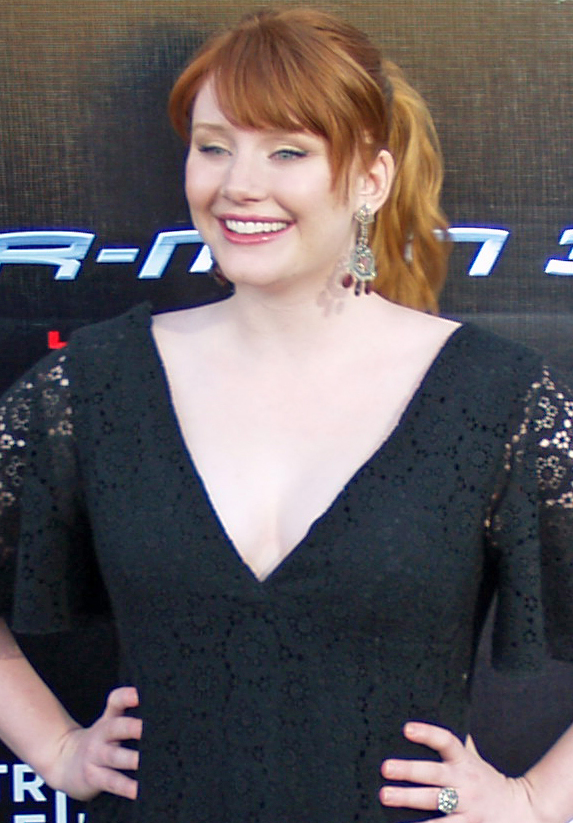
Howard tại buổi ra mắt Spider-Man 3 vào năm 2007.

Năm 2007, Howard đóng vai chính trong bộ phim bom tấn đầu tiên của cô, với vai Gwen Stacy trong Spider-Man 3. Cô tự mô tả mình là một "fan cuồng nhiệt" của nhượng quyền thương mại và đã nghiên cứu sâu rộng để chuẩn bị cho vai diễn, bao gồm đọc các số báo về truyện tranh và nhuộm tóc vàng cho phần này. Howard thực hiện nhiều pha nguy hiểm của chính mình trong khi quay phim mà không biết rằng lúc đó cô đang mang thai vài tháng.  Bộ phim là phần có doanh thu cao nhất trong bộ ba phần và nhận được nhiều sự đón nhận trái chiều. Howard sau đó đóng vai chính trong Terminator Salvation (2009); cô ấy đã thay thế Claire Danes trong vai Kate Connor. Cô mô tả vai trò của mình là "một bảng âm thanh cảm xúc" cho các nhân vật khác ở quê nhà. Bộ phim thành công về mặt tài chính, nhưng không được giới phê bình đón nhận nồng nhiệt. The Guardian mô tả vai trò của cô là "chiến thắng" trong khi New York Times viết rằng Howard "đề cao tính mẫu tử của di sản Sarah Connor ban đầu."
Howard đóng vai chính với vai diễn đầu tay miễn cưỡng cùng với Chris Evans trong The Loss of a Teardrop Diamond (2009), một bộ phim độc lập dựa trên kịch bản năm 1957 của Tennessee Williams, được công chiếu tại Liên hoan phim quốc tế Toronto .  Kirk Honeycutt của The Hollywood Reporter khen ngợi "màn trình diễn bắt mắt" của Howard, mô tả cô ấy là "phải xem", trong khi Roger Ebert của Chicago Sun-Times nhận xét cô ấy "ảnh hưởng" nhưng không "điện, bởi vì vật chất không có nó". Phần ba The Twilight Saga: Eclipse, miêu tả Victoria Sutherland, một ma cà rồng đang tìm cách trả thù, thay thế Rachelle Lefevre. Howard là một fan hâm mộ của bộ sách và bày tỏ sự ngưỡng mộ đối với nhân vật của cô.  Bộ phim thành công tại phòng vé  và vấp phải nhiều đánh giá trái chiều,  qua diễn xuất của Howard đã nhận được sự hoan nghênh của giới phê bình, với Honeycutt ca ngợi cô là "hình ảnh thu nhỏ của sự gợi cảm, tinh ranh".

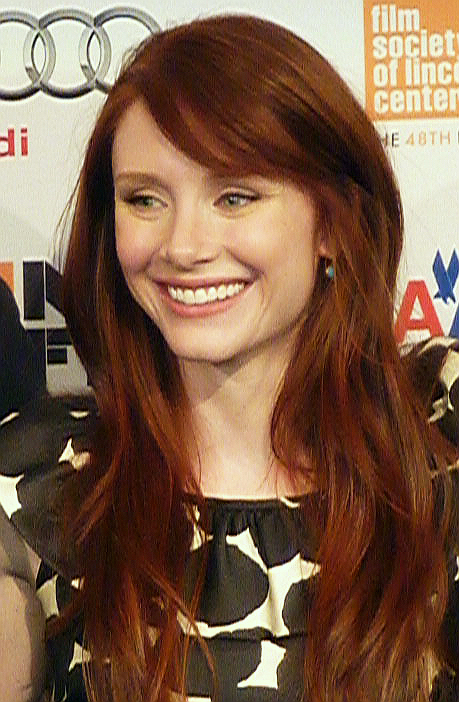
Bryce Dallas Howard tham dự một sự kiện cho Here after tại Liên hoan phim New York 2010.

Howard xuất hiện trong phim Here after (2010) của Clint Eastwood , với tư cách là tình yêu dành cho nhân vật của Matt Damon . Empire gọi nhân vật của cô là "lấp lánh" và nói rằng "công việc tốt" của Howard và Damon đã nâng tầm bộ phim.  Sau đó là một hit thương mại nhưng nhận được nhiều sự đón nhận trái chiều.  Vào tháng 1 năm 2011, Howard trở thành đại sứ người nổi tiếng đầu tiên cho nhà thiết kế Kate Spade .  Cô xuất hiện trong bộ phim chuyển thể năm 2011 của Tate Taylor từ tiểu thuyết The Help của Kathryn Stockett . Cô đóng vai Hilly Holbrook, một người xã hội phân biệt chủng tộc , người dẫn đầu chương Junior League vào năm 1963 Jackson, Mississippi . Bộ phim là một thành công về mặt thương mại và phê bình.  Tờ Miami Herald mô tả vai diễn của cô là một "nhân vật phản diện trong truyện tranh" trong khi tờ New York Times ca ngợi Howard vì "tràn đầy năng lượng trong một vai diễn vô ơn".  Howard đã được đề cử cho nhiều giải thưởng, bao gồm Giải thưởng MTV Movie và Giải thưởng Hình ảnh NAACP , giành được Giải thưởng Lựa chọn của các nhà phê bình và Giải thưởng của Hiệp hội Diễn viên Màn ảnh cùng với các diễn viên còn lại.
Howard, cùng với cha cô, đã sản xuất Gus Van Sant 's Restless (2011), một bộ phim về tuổi mới lớn kể về một cậu bé và cô gái tuổi teen đang say mê với cái chết.  Howard đưa ra nhiều ý kiến đóng góp về các lựa chọn biên kịch và đạo diễn của bộ phim.  Phim được công chiếu lần đầu tại Liên hoan phim Cannes với nhiều ý kiến trái chiều.  Cô đóng vai người bạn gái sắp ra đi của Joseph Gordon-Levitt trong trận ung thư 50/50 ( 2011), dựa trên các sự kiện có thật.  Bộ phim được công chiếu lần đầu tại Liên hoan phim Quốc tế Toronto với sự đánh giá cao của giới phê bình và được đề cử cho giảiGiải Quả cầu vàng cho Phim hay nhất - Nhạc kịch hoặc Hài .  Thời báo New York cho rằng Howard "tạo nên một nhân vật thực sự" ngoài vai trò "sắc sảo" trong khi Los Angeles Times viết rằng Howard "nhanh chóng trở thành Nữ hoàng Trung nghĩa ưu việt ngày nay."  Howard đạo diễn phim ngắn When You Find Me , một phim xã hội được phát triển thông qua sự hợp tác với Canon . Bộ phim được phát triển với tiền đề thu thập nguồn cảm hứng thông qua những hình ảnh được chọn lọc từ một cuộc thi nhiếp ảnh. 96.362 mục đã được chấp nhận, trong khi chỉ có tám hình ảnh cuối cùng được chọn để sử dụng cho quá trình sản xuất phim.

### 2015 - nay: Công việc đạo diễn và được công nhận chính
Năm 2015, Howard đóng vai chính cùng Chris Pratt, trong bộ phim hành động khoa học viễn tưởng Jurassic World, phần thứ tư trong loạt phim Jurassic Park. Cô đóng vai Claire Diding, người quản lý hoạt động đầy tham vọng, có thành tích tại công viên giải trí nổi tiếng, người đã trải qua quá trình phát triển trong suốt bộ phim. Howard đã thực hiện các bài tập mở rộng về mắt cá chân để hoàn thành những cảnh nhân vật của cô ấy đang chạy trên đôi giày cao gót trong bùn gần ba mét, điều mà cô ấy mô tả là "một trong những điều khó khăn nhất mà cô ấy từng phải làm." Jurassic World là một thành công về mặt thương mại và phê bình, với diễn xuất của Howard và phản ứng hóa học trên màn ảnh với Pratt nhận được nhiều lời khen ngợi.  Rolling Stone mô tả chân dung của cô ấy là "năng nổ" và "không ai dễ thương" trong khi Associated Press viết rằng "chính Howard là người tạo ra tác động lớn nhất [...] sự chuyển đổi của cô ấy là sự thuyết phục nhất trong một bộ phim đầy những diễn biến đáng ngờ." Los Angeles Times và The Atlantic coi việc Dosing và việc sử dụng giày cao gót của cô là "phân biệt giới tính", trong khi Bustle và Inquisitr coi nhân vật của Howard là " anh hùng nữ quyền". Howard không đồng ý với quan điểm cũ, cho rằng nhân vật tách rời khỏi thực tế và quá quen thuộc với những đôi giày cao gót trong cuộc sống hàng ngày.
Năm 2016, cô đóng vai chính trong cuộc phiêu lưu giả tưởng Pete's Dragon, phiên bản làm lại của bộ phim cùng tên năm 1977. Pete's Dragon được phát hành với thành công về mặt thương mại và phê bình. Howard xuất hiện trong bộ phim tội phạm Gold (2016) với vai bạn gái của nhân vật chính, Kay.  Gold được phát hành giới hạn với nhiều ý kiến trái chiều. The Hollywood Reporter gọi vai diễn của cô là "kiểu người cứng cáp, có tính muối của đất", người "gây được ấn tượng [đáng kể]."  Cùng năm đó, cô xuất hiện trong " Nosedive ", một tập của loạt phim Netflix Black Mirror. Howard đã tăng 30 pound cho vai diễn này, vì body shaming là một "phần quan trọng trong ẩn ý của câu chuyện". Cô ấy chọn một tiếng cười vì Lacie có nghĩa là phản ánh sự giả tạo, lo lắng và từ chối. Cả tập phim và Howard đều nhận được lời khen ngợi từ giới phê bình; The Guardian ca ngợi vai diễn của cô là "diễn xuất sắc" và The Atlantic viết rằng "Màn trình diễn của Howard thật tuyệt vời - cô ấy truyền tải sự thất vọng bên trong của Lacie trong khi cười sảng khoái qua đó." Howard nhận được đề cử Giải thưởng Screen Actors Guild cho diễn xuất của cô.

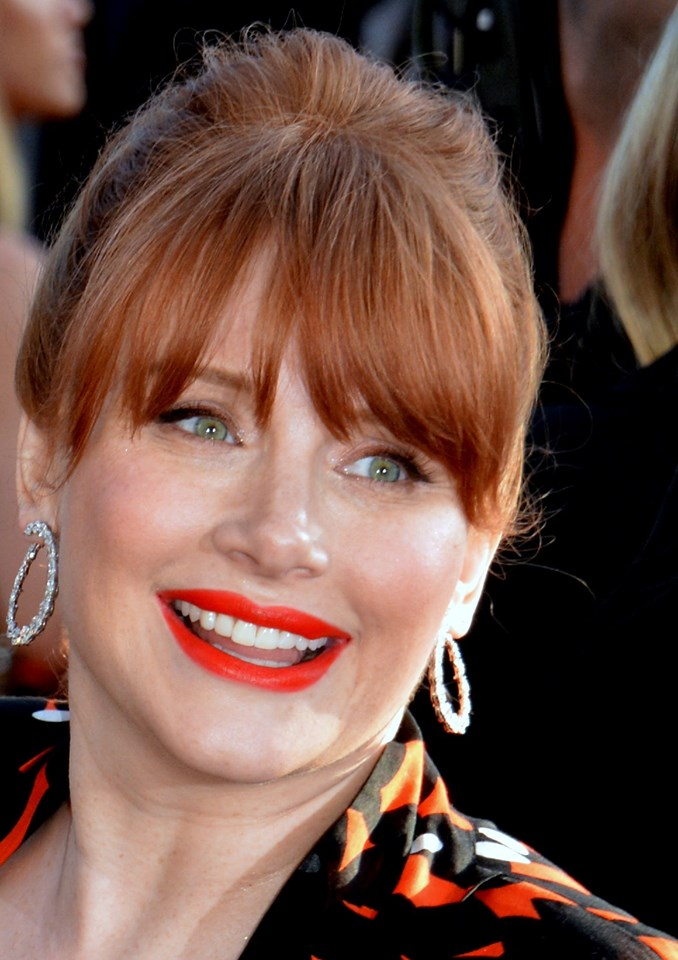
Bryce Dallas Howard tham dự buổi ra mắt Rocketman tại Liên hoan phim Cannes 2019.

Howard thể hiện lại vai diễn Claire của cô trong Jurassic World: Fallen Kingdom (2018), trong đó nhân vật của cô xuất hiện với tư cách là một nhà hoạt động vì quyền lợi khủng long; bộ phim là một thành công thương mại, mặc dù nó nhận được sự đón nhận trái chiều từ giới phê bình. Đối với một số cảnh nhất định trong phim, Howard đã đào tạo với bác sĩ thú y có kinh nghiệm về động vật hoang dã châu Phi để đảm bảo độ chính xác. Variety tuyên bố rằng cô ấy "bày tỏ mối quan tâm sáng ngời đối với những sinh vật hồi sinh cổ đại của Chúa" trong khi Empire ca ngợi cả Pratt và Howard vì đã "phát triển [ing] các nhân vật của họ vượt ra ngoài nguyên mẫu mà họ sinh sống". Năm 2019, Howard lồng tiếng cho nhân vật chính, Bella trong A Dog's Way Home, mở đầu cho thành công về mặt thương mại và phê bình. Howard xuất hiện với vai mẹ của Elton John, Sheila Dwight, trong bộ phim tiểu sử về âm nhạc Rocketman (2019), do Dexter Fletcher đạo diễn. Howard mô tả nhân vật của cô là hài hước và sắc sảo, người đã phải vật lộn với sức khỏe tâm thần của mình.  Howard đã làm việc nhiều với các nghệ sĩ trang điểm để thiết kế vẻ ngoài của nhân vật khi cô già đi và sử dụng Elizabeth Taylor làm nguồn cảm hứng cho vai diễn của cô. Người tên lửalà một thành công phòng vé và nhận được sự hoan nghênh của giới phê bình, nhận được đề cử Giải Quả cầu vàng cho Phim điện ảnh hay nhất - Nhạc kịch hoặc Hài kịch. Chicago Sun-Times ca ngợi Howard vì "tác phẩm có sắc thái tinh tế" của cô, trong khi CinemaBlend gọi màn trình diễn của cô như một "chân dung độc ác [..] thực sự gắn kết một bộ phim với nhau".
Howard bắt đầu công việc đạo diễn phim truyện của cô với bộ phim tài liệu Dads. Phim được công chiếu lần đầu tại Liên hoan phim Quốc tế Toronto 2019 , nơi nó được xếp vị trí thứ hai cho Giải thưởng Lựa chọn của Nhân dân cho Phim tài liệu. Bộ phim nhận được sự hoan nghênh của giới phê bình; Tờ Variety viết rằng "Howard ủng hộ quan sát qua bài giảng, giai thoại hơn là những con số, thay vì kể về việc chăm sóc sức khỏe chính được chia đều trong các hộ gia đình hiện đại" và The Guardian cho biết bộ phim "pha trộn giữa sự thô sơ với cảm động thực sự". Cô đã đạo diễn hai tập của loạt phim Disney+ The Mandalorian, công chiếu vào năm 2019 và 2020. Howard gọi vũ trụ Star Wars lớn hơn như một tài sản để kể chuyện và duy trì chiều sâu nhân vật và hấp dẫn người xem bình thường và thông thường.  Chỉ đạo của Howard đã nhận được phản hồi tích cực, với DiscussingFilm nói rằng cô ấy "chế [tập phim] để trở nên kỳ lạ đáng ngưỡng mộ" và ca ngợi "khung hình xuất thần" của cô ấy tạo ra "hình ảnh đẹp" trong khi Den of Geek tuyên bố rằng cô ấy "[đã] tập phim bật lên và "biết điều gì khiến Chiến tranh giữa các vì sao trở nên nổi tiếng ".
Howard đã đạo diễn một tập của The Book of Boba Fett, được công chiếu trên Disney+ vào ngày 26 tháng 1 năm 2022. Sau buổi ra mắt của tập phim, những người hâm mộ Star Wars đã lên Twitter và kêu gọi Howard đạo diễn bộ ba phim Star Wars. Cô dự kiến sẽ đóng lại vai Claire trong Jurassic World: Dominion, dự kiến khởi chiếu vào ngày 10 tháng 6 năm 2022. Cô cũng đã được chọn tham gia bộ phim hành động Argylle, dựa trên cuốn tiểu thuyết điệp viên cùng tên của Ellie Conway. Howard sẽ đạo diễn và sản xuất phiên bản làm lại của cuộc phiêu lưu khoa học viễn tưởng gia đìnhFlight of the Navigator (1986), được mô phỏng lại với một vai nữ chính.

## Đời tư
Trong năm cuối trung học, Howard đã học về thuyết hiện sinh. "Tôi đã nói, 'Đây là nó! Đây là tôn giáo của tôi." Tôi chưa bao giờ cảm thấy có mối liên hệ nào với bất kỳ loại tâm linh nào trước đó. Điều đó rất cơ bản - bạn phải chịu trách nhiệm về những lựa chọn mà mình đưa ra - nhưng điều đó thật đáng kinh ngạc vào thời điểm đó."
Howard gặp nam diễn viên Seth Gabel tại Đại học New York, và hai người hẹn hò trong 5 năm trước khi kết hôn vào ngày 17 tháng 6 năm 2006. Họ đã lên kế hoạch thành lập gia đình cùng nhau vào năm 30 tuổi; Tuy nhiên, một tuần sau đám cưới của họ, cô biết rằng mình đang mang thai đứa con đầu lòng của họ. Howard sinh con trai của họ là Theodore, hay ngắn gọn là Theo, vào năm 2007. Howard đã chia sẻ về việc từng trải qua chứng trầm cảm sau sinh 18 tháng sau khi sinh con trai, và cho rằng sự hồi phục của cô là nhờ sự giúp đỡ của bác sĩ và một nhà trị liệu. Cặp đôi có con thứ hai, con gái Beatrice, vào năm 2012. Gia đình cư trú ở ngoại ô New York.

## Danh sách phim

### Điện ảnh
| Năm  | Phim                                      | Vai diễn                             | Ghi chú                               |
| ---- | ----------------------------------------- | ------------------------------------ | ------------------------------------- |
| 1989 | Parenthood                                | Strawberry - Blonde Girl in Audience |                                       |
| 1995 | Apollo 13                                 | Girl in Yellow Dress                 |                                       |
| 2000 | How the Grinch Stole Christmas            | Surprised Who                        | (as Bryce Howard)                     |
| 2001 | A Beautiful Mind                          | Harvard Student                      |                                       |
| 2004 | Book of Love                              | Heather                              |                                       |
| 2004 | The Village                               | Ivy Elizabeth Walker                 |                                       |
| 2005 | Manderlay                                 | Grace Margaret Mulligan              |                                       |
| 2006 | As You Like It                            | Rosalind                             |                                       |
| 2006 | Lady in the Water                         | Story                                |                                       |
| 2006 | Orchids                                   | -                                    | Phim ngắn; đạo diễn và đồng biên kịch |
| 2007 | Spider-Man 3                              | Gwen Stacy                           |                                       |
| 2008 | Good Dick                                 | Kissing Woman                        | Khách mười                            |
| 2008 | The Loss of a Teardrop Diamond            | Fisher Willow                        |                                       |
| 2009 | Terminator Salvation                      | Katherine "Kate" Brewster Connor     |                                       |
| 2010 | The Twilight Saga: Eclipse                | Victoria                             |                                       |
| 2010 | Hereafter                                 | Melanie                              |                                       |
| 2011 | The Help                                  | Hilly Holbrook                       |                                       |
| 2011 | 50/50                                     | Rachael                              |                                       |
| 2011 | Restless                                  | -                                    | Nhà sản xuất                          |
| 2012 | The Twilight Saga: Breaking Dawn – Part 2 | Victoria (Eclipse incarnation)       | Cảnh lưu tru                          |
| 2015 | Jurassic World                            | Claire Dearing                       |                                       |
| 2015 | Solemates                                 | -                                    | Phim ngắn; đạo diễn và biên kịch      |
| 2016 | Pete's Dragon                             | Grace Meacham                        |                                       |
| 2016 | Gold                                      | Kay                                  |                                       |
| 2018 | Jurassic World: Fallen Kingdom            | Claire Dearing                       |                                       |
| 2019 | A Dog's Way Home                          | Bella (lồng tiếng)                   |                                       |
| 2019 | Rocketman                                 | Sheila Eileen                        |                                       |
| 2019 | Dads                                      | -                                    | Phim tài liệu; đọa diễn               |
| 2022 | Jurassic World: Dominion                  | Claire Dearing                       | Hậu kỳ                                |
| TBA  | Argylle                                   |                                      | Filming                               |

### Truyền hình
| Năm        | Tiêu đề                    | Vai                  | Ghi chú                                                          |
| ---------- | -------------------------- | -------------------- | ---------------------------------------------------------------- |
| 2009       | Family Guy                 | Nhiều vai lồng tiếng | Tập: "We Love You, Conrad"                                       |
| 2013       | Call Me Crazy: A Five Film | -                    | Phim truyền hình; đạo diễn (segment: "Lucy")                     |
| 2014       | HitRecord on TV            | Nhiều vai diễn       | 2 tập                                                            |
| 2016       | Black Mirror               | Lacie Pound          | Tập: "Nosedive"                                                  |
| 2018       | Arrested Development       | Chính mình           | Tập: "Emotional Baggage"                                         |
| 2019 - nay | The Mandalorian            | -                    | Đạo diễn; Tập: "Chapter 4: Sanctuary"; "Chapter 11: The Heiress" |
| 2020       | Camp Cretaceous            | Claire Dearing       | Cảnh lưu trữ                                                     |
| 2022       | The Book of Boba Fett      | -                    | Đạo diễn; Tập: "Chapter 5: Return of the Mandalorian"            |

### Trò chơi điện tử
| Year | Title                      | Voice role     |
| ---- | -------------------------- | -------------- |
| 2015 | Lego Jurassic World        | Claire Dearing |
| 2015 | Lego Dimensions            | Claire Dearing |
| 2018 | Jurassic World Evolution   | Claire Dearing |
| 2021 | Maquette                   | Kenzie         |
| 2021 | Jurassic World Evolution 2 | Claire Dearing |

### Sân khấu
| Năm  | Tiêu đề  | Vai     | Địa điểm                  |
| ---- | -------- | ------- | ------------------------- |
| 2003 | Tartuffe | Mariane | American Airlines Theatre |

### Video ca nhạc
| Năm  | Tiêu đề         | Nghệ sỹ | Vai | Ghi chú  |
| ---- | --------------- | ------- | --- | -------- |
| 2013 | "Claudia Lewis" | M83     | -   | Đạo diễn |

### Sách nói
| Năm  | Tiêu đề        | Vai   |
| ---- | -------------- | ----- |
| 2019 | The Testaments | Agnes |